# Abraham Alvarez
Abraham Alvarez is een Amerikaans acteur van Porto Ricaanse afkomst. Hij werd vooral bekend als het keukenhulpje Jose Perez in de televisieserie Archie Bunker's Place. Hij debuteerde in 1975 in de televisiefilm The Missing Are Deadly.
Hij speelde gastrollen in onder meer Maude, Hunter, Moonlighting, L.A. Law en Law & Order.

## Filmografie
- The Missing Are Deadly (televisiefilm, 1975) - Dr. Ramirez
- The Legend of Valentino (televisiefilm, 1975) - Politieman
- Maude (televisieserie) - Ober (afl. Walter's Crisis: Part 1, 1976)
- A Matter of Wife...and Death (televisiefilm, 1976) - Rol onbekend
- Baby Blue Marine (televisiefilm, 1976) - Eerste monteur
- The Bionic Woman (televisieserie) - Luitenant (afl. Assault on the Princess, 1976)
- Maude (televisieserie) - Politieagent Murphy/Lopez (afl. The Rip-Off, 1976)
- Wonder Woman (televisieserie) - Politieagent Hernandez (afl. Knockout, 1977)
- Emergency! (televisieserie) - Voorman C-dienst (afl. Hypochondri-Cap, 1977)
- The 3,000 Miles Chase (televisiefilm, 1977) - Bathes
- Wonder Woman (televisieserie) - Luitenant (afl. Skateboard Wiz, 1978)
- Buck Rogers in the 25th Century (televisieserie) - Veiligheidsagent (afl. Happy Birthday, Buck, 1980)
- The Comeback Kid (televisiefilm, 1980) - Frank
- Sanford (televisieserie) - Rol onbekend (afl. Jury Duty, 1981)
- McClain's Law (televisieserie) - Rol onbekend (afl. To Save the Queen, 1982)
- Archie Bunker's Place (televisieserie) - Jose Perez (50 afl., 1979-1983)
- T.J. Hooker (televisieserie) - Pete Gomez (afl. A Child Is Missing, 1983)
- Automan (televisieserie) - Politie-sergeant (afl. Ships in the Night, 1984)
- Gimme a Break! (televisieserie) - Mr. Gonzalez (afl. Samantha's Protest, 1984)
- Emerald Point N.A.S. (televisieserie) - Mr. Padilla (afl. Lost and Found, 1984)
- Scarecrow and Mrs. King (televisieserie) - Rol onbekend (afl. Ship of Spies, 1985)
- Hunter (televisieserie) - Rol onbekend (afl. The Garbage Man, 1985)
- Moonlighting (televisieserie) - Rol onbekend (afl. Blonde on Blond, 1987)
- Knots Landing (televisieserie) - Dokter (afl. Ties That Bind, 1988)
- CBS Summer Playhouse (televisieserie) - Roberto (afl. Old Money, 1988)
- Alien Nation (1988) - Burgemeester
- L.A. Law (televisieserie) - Rechter Randall Blanke (afl. Sperminator, 1988)
- Beauty and the Beast (televisieserie) - Dr. Cherian (afl. Orphans, 1989)
- DEA (televisieserie) - Carlos Robles (afl. Aftermath, 1990)
- Predator 2 (1990) - Verslaggever
- The Whereabouts of Jenny (televisiefilm, 1991) - Rechter Ruiz
- The Antagonists (televisieserie) - Rechter 1 (afl. Variations on a Theme, 1991)
- Reasonable Doubts (televisieserie) - Rechter Triandos (afl. Tangled up in Blue, 1991, Aftermath, 1991)
- In My Daughters Name (televisiefilm, 1992) - Dr. Murray
- Room for Two (televisieserie) - David (afl. If It's Saturday, It Must Be Meat Loaf, 1992)
- The Golden Palace (televisieserie) - Herb Jenkins (afl. One Angry Stan, 1993)
- The Adventures of Brisco County Jr. (televisieserie) - Koning van Spanje (afl. Mail Order Brides, 1993)
- Tryst (1994) - Simon Cole
- California Dreams (televisieserie) - Mr. Costa (afl. The Princess and the Yeti, 1994)
- Pointman (televisieserie) - Oates (afl. My Momma's Back, 1995)
- Land's End (televisieserie) - Politiecommandant (afl. El Perico, 1995)
- Family Matters (televisieserie) - Politieagent Garcia (afl. South of the Border, 1996)
- Death Benefit (televisiefilm, 1996) - Rechter
- For My Daughter's Honor (televisiefilm, 1996) - Mark Billington
- Sleeping with the Devil (televisiefilm, 1997) - Rol onbekend
- Breaking Up (1997) - Priester
- Acapulco H.E.A.T. (televisieserie) - Rol onbekend (afl. Code Name: Dangerous Bait, 1998)
- The Engagement Party (1999) - Seymour
- The Fugitive (televisieserie) - David Kimble (afl. St. Christopher's Prayer, 2000)
- Blasphemy the Movie (2001) - Vader Rodriguez
- White Face (2001) - Ed Yuk-Yuk
- Law & Order: Criminal Intent (televisieserie) - Jimmy Limone (afl. But Not Forgotten, 2003)
- Law & Order: Special Victims Unit (televisieserie) - Roberto Martinez (afl. Ritual, 2004)
- Law & Order (televisieserie) - Rabbi Sassum (afl. Caviar Emptor, 2004)